# Ninja

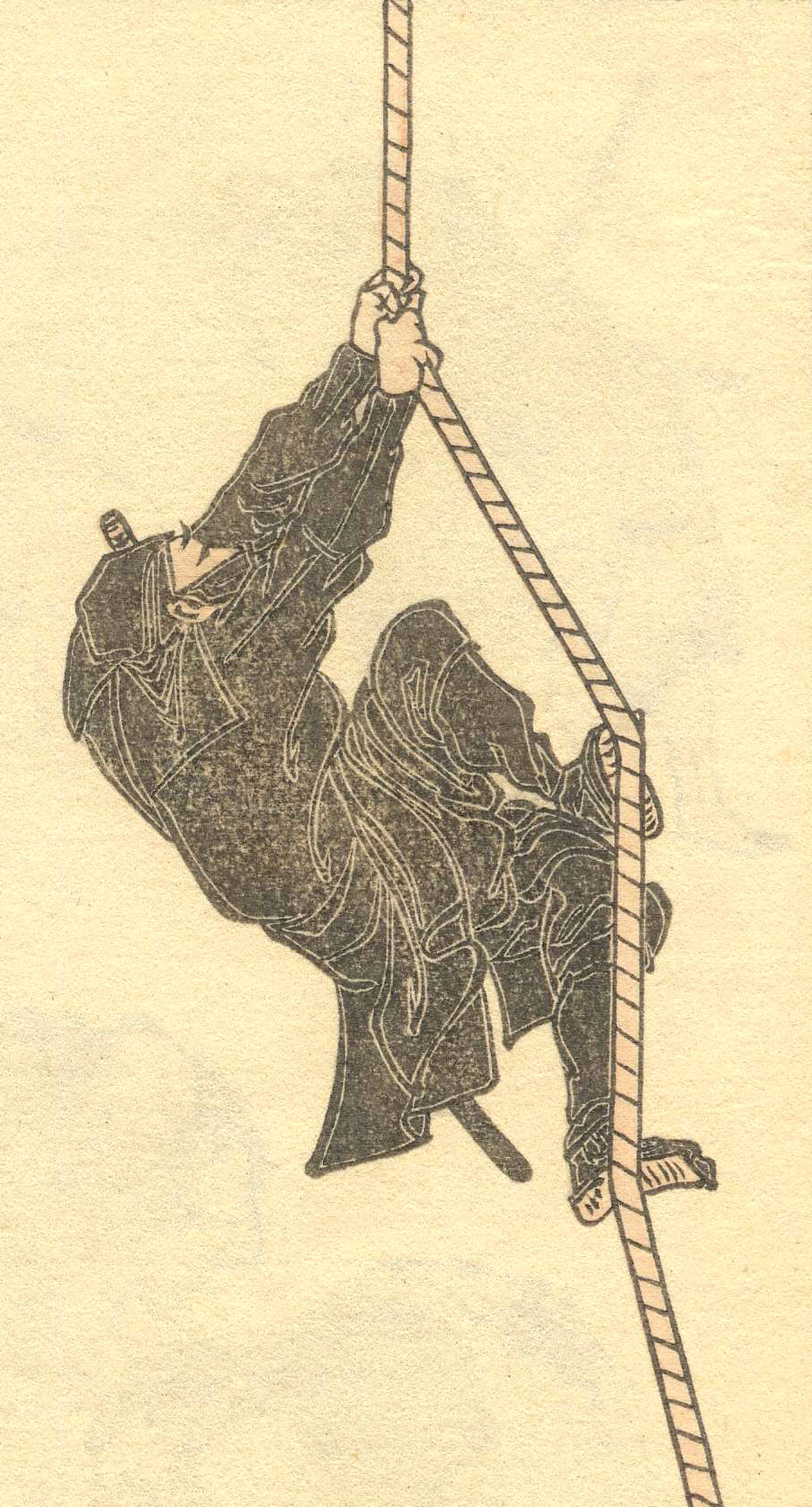
Desenho do ninja arquetípico, de uma série de esboços (Hokusai Manga) por Hokusai. xilogravura. Volume 6, 1817

Um ninja (忍者) ou shinobi (忍び) era um agente secreto ou mercenário do Japão feudal especializado em artes de Sabotagem não convencionais. As funções do ninja incluíam espionagem, sabotagem e infiltração, assim como combate aberto em determinadas situações. Os ninjas, utilizando métodos secretos de fazer guerrilha , eram contrastados com os samurais, ou muitas vezes os próprios eram samurais, alguns tinham regras restritas sobre a honra e combate. Assim como existiam samurai mulheres, existiam ninjas mulheres chamadas de kunoichi. O próprio "shinobi", um grupo de espiões e mercenários especialmente treinados, apareceu no século XV durante o período Sengoku, mas podem ter existido antes no século XIV, e possivelmente no século XII (Heian ou no início da era Kamakura)., muito possivelmente em períodos turbulentos, onde os senhores nessessitavam de ajuda como nas Guerras Genpei 
Na agitação do período Sengoku (séculos XV-XVII), mercenários e espiões disponíveis para contratar, se tornaram ativos na Província de Iga e a área adjacente ao redor da aldeia de Kōga, e é dos clãs da área que muito do conhecimento dos ninjas é desenhado. Após a unificação do Japão sob o Xogunato Tokugawa (século XVII), os ninjas desapareceram na escuridão., muito por causa de que seus trabalhos não eram mais precisos. Um número de manuais shinobi, muitas vezes baseados em filosofias chinesas, foram escritos nos séculos XVII e XVIII, mais notavelmente o Bansenshukai (1676).
Na época da Restauração Meiji (1868), a tradição do "shinobi" tornou-se um tema misterioso e do imaginário popular no Japão. O Ninja figurou proeminente na lenda e no folclore, onde foram associados com habilidades lendárias, como invisibilidade, andar sobre a água e controle sobre os elementos. Como consequência, a percepção do que é real ou mito se misturam.
Outro grande efeito de mito e a fama dos ninjas serem assassinos treinados, mito esse que não é comprovado, não havendo provas  fieis e históricas de assassinatos exclusivamente feitos por ninjas, segundo o Historiador, e professor renomado Stephen Turnbull em seu livro Ninja Unmasking the Myth cita: 
Apenas um documento pré-moderno lista o assassinato entre os seus possíveis papéis. No entanto, muitas histórias de assassinato alimentaram o mito ninja, que aparece tardiamente na história do auge shinobi....
-Myōmokusho of 1806, Yoshihiko (1968) buke Senjin Sokuhō Shūsei. (Tokyo Yūzankaku). p. 85

## História
A origem dos ninjas é obscura e difícil de determinar, mas presume-se que foi por volta do século XIV. No entanto, os antecedentes dos ninjas podem ter existido tão cedo quanto o Heian e no início da era Kamakura. Existem poucos registros escritos para detalhar as atividades do ninja. A palavra jounin não existia para descrever um ninja como agente até o século XV, e é improvável que os espiões e mercenários antes dessa época fossem vistos como um grupo especializado. Na agitação do período Sengoku (séculos XV - XVII), mercenários e espiões contratados surgiram das regiões de  Iga e Koga no Japão, e é a partir desses clãs que muito do conhecimento posterior sobre os ninjas é inferido. Após a unificação do Japão sob o xogunato Tokugawa, os ninjas caíram novamente no esquecimento. No entanto, nos séculos XVII e XVIII, manuais como o Bansenshukai (1676), muitas vezes centrados em torno da filosofia militar da China, apareceram em número significativo. Estes escritos revelaram uma variedade de filosofias, crenças religiosas, a sua aplicação na guerra, bem como as técnicas de espionagem que formam a base da arte ninja. A palavra Ninjutsu mais tarde viria a descrever uma grande variedade de práticas relacionadas com os ninja.
A natureza misteriosa dos ninjas capturou a imaginação popular no Japão, e depois o resto do mundo. Ninja são figuras proeminentes no folclore e lendas, e como resultado muitas vezes é difícil separar fato histórico e mito. Algumas habilidades lendárias incluem invisibilidade, andar sobre a água, e controle sobre os elementos naturais. O ninja também é prevalente em cultura popular, aparecendo em várias formas de mídias de entretenimento.
Durante a II Guerra Mundial, o Japão ensinou técnicas ninja a espiões num centro de treinamento secreto.

## Na Cultura Popular

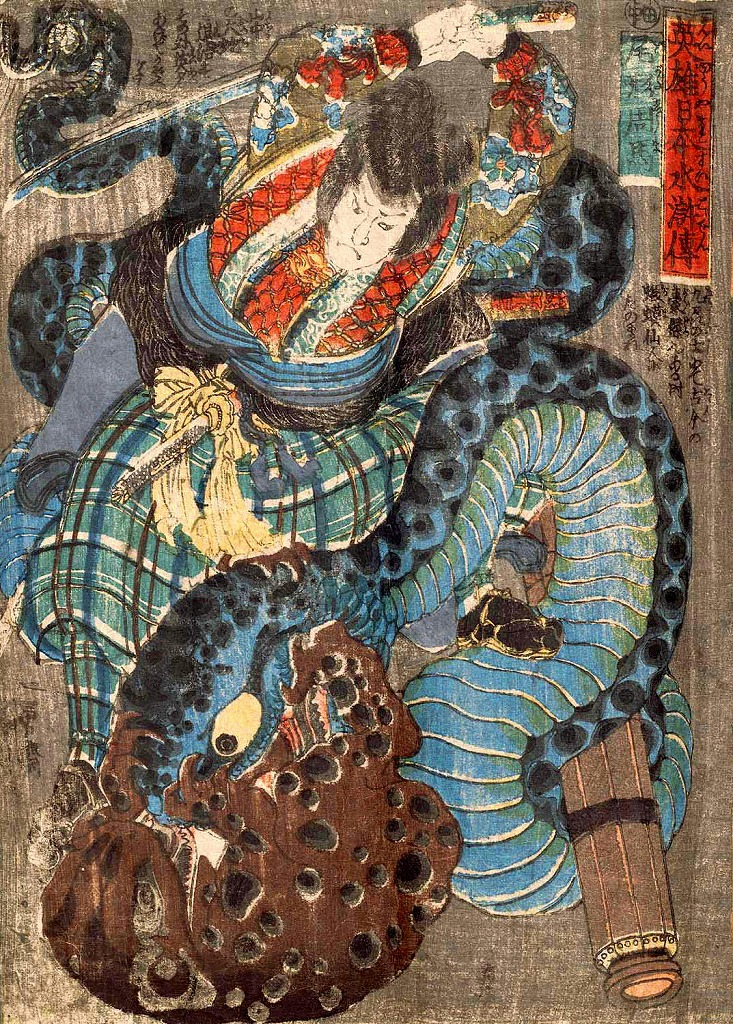
Jiraiya batalha com uma cobra gigante, com a ajuda de seu chamado sapo. Xilogravura impressa em papel. Kuniyoshi, c. 1843. 1843.

A imagem do ninja entrou na cultura popular no período Edo, quando contos e brincadeiras sobre ninjas foram concebidos. Histórias sobre os ninjas são geralmente baseados em figuras históricas. Por exemplo, muitos contos similares existem acerca de um daimyo desafiando um ninja para provar o seu valor, geralmente por roubar seu travesseiro ou arma enquanto ele dormia.
Os romances que foram escritos sobre os ninjas, como Jiraiya Gōketsu Monogatari, que também foi feita em um jogo kabuki. Figuras de ficção, como Sarutobi Sasuke acabaria por abrir caminho em quadrinhos e televisão, onde eles têm vindo a desfrutar de um herói cultural estado fora de suas mídias originais.
O Ninja aparece em muitas formas de mídia popular japonesas e ocidentais, incluindo livros (Kōga Ninpōchō), televisão (Kaiketsu Lion-Maru, Lion Man, Jiraya, Ninja Warrior, Kakuranger e Hurricaneger), filmes (Ninja 3 - A Dominação, Ninja Assassin), sátira (Real Ultimate Power: The Official Ninja Book) Vídeo games (Tenchu, Shinobi e Ninja Gaiden), anime (Naruto), manga (Basilisk) e quadrinhos ocidentais (Teenage Mutant Ninja Turtles e G.I. Joe: A Real American Hero). As descrições variam de realista ao fantástico exagerado, tanto fundamentalmente e esteticamente, e muitas vezes retratam o ninja como fictício, por vezes, personagens incrivelmente extravagantes para o humor e entretenimento.

## Roupas e equipamentos

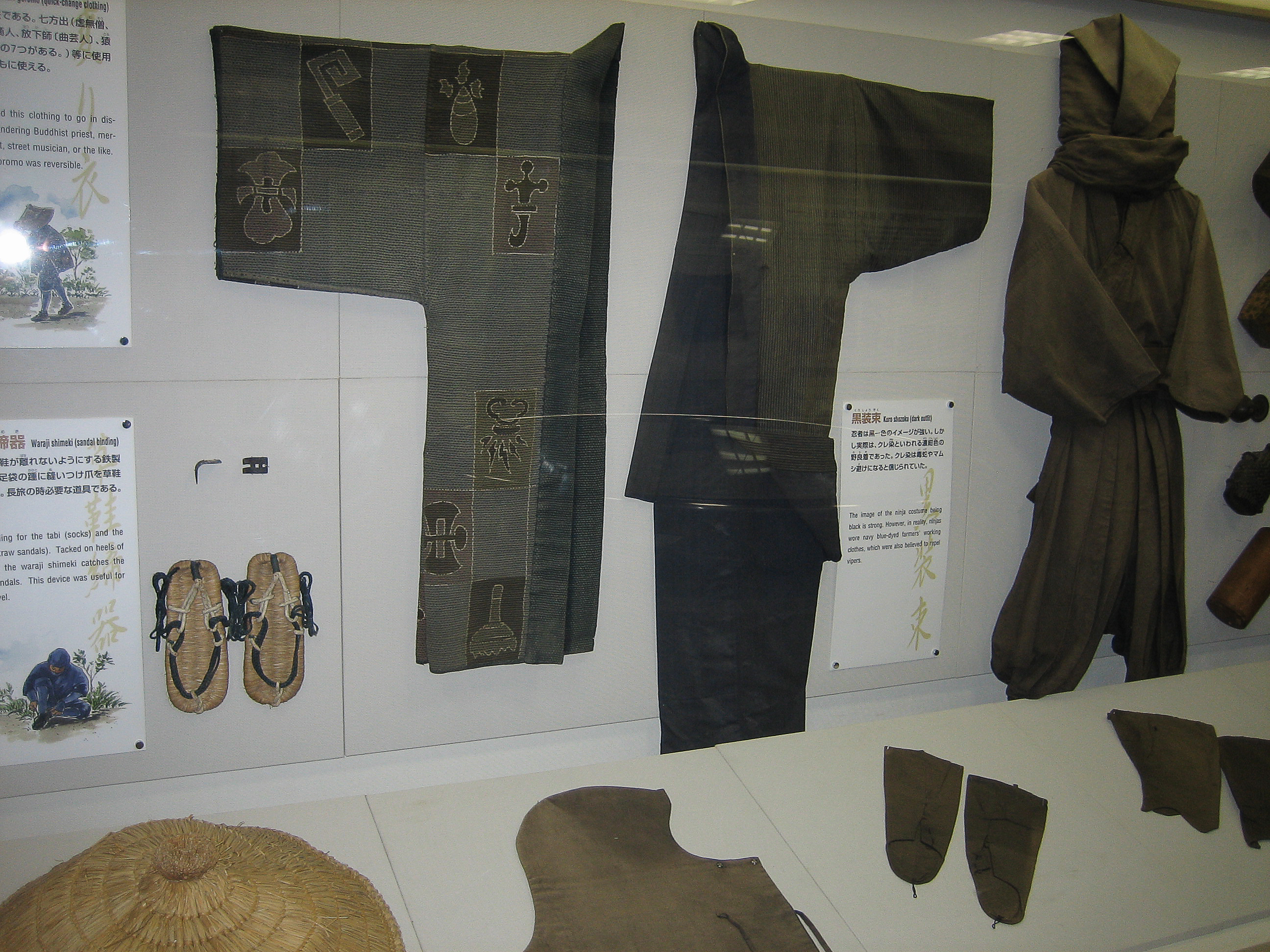
Fato ninja Kuro shozoku e waraji (sandálias). A imagem do traje ninja sendo preto é forte. No entanto, na realidade, os ninjas usavam roupas de trabalho de fazendeiros tingidas de azul marinho, que também repeliam víboras.

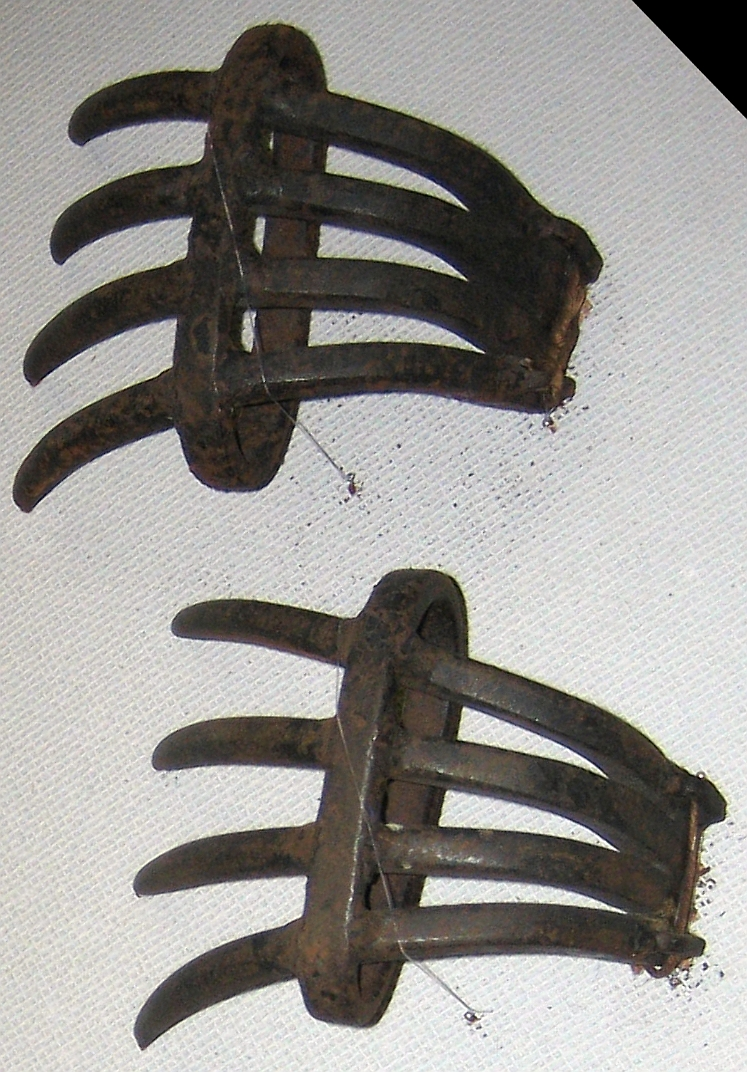
Tekko-kagi, Garras de mão
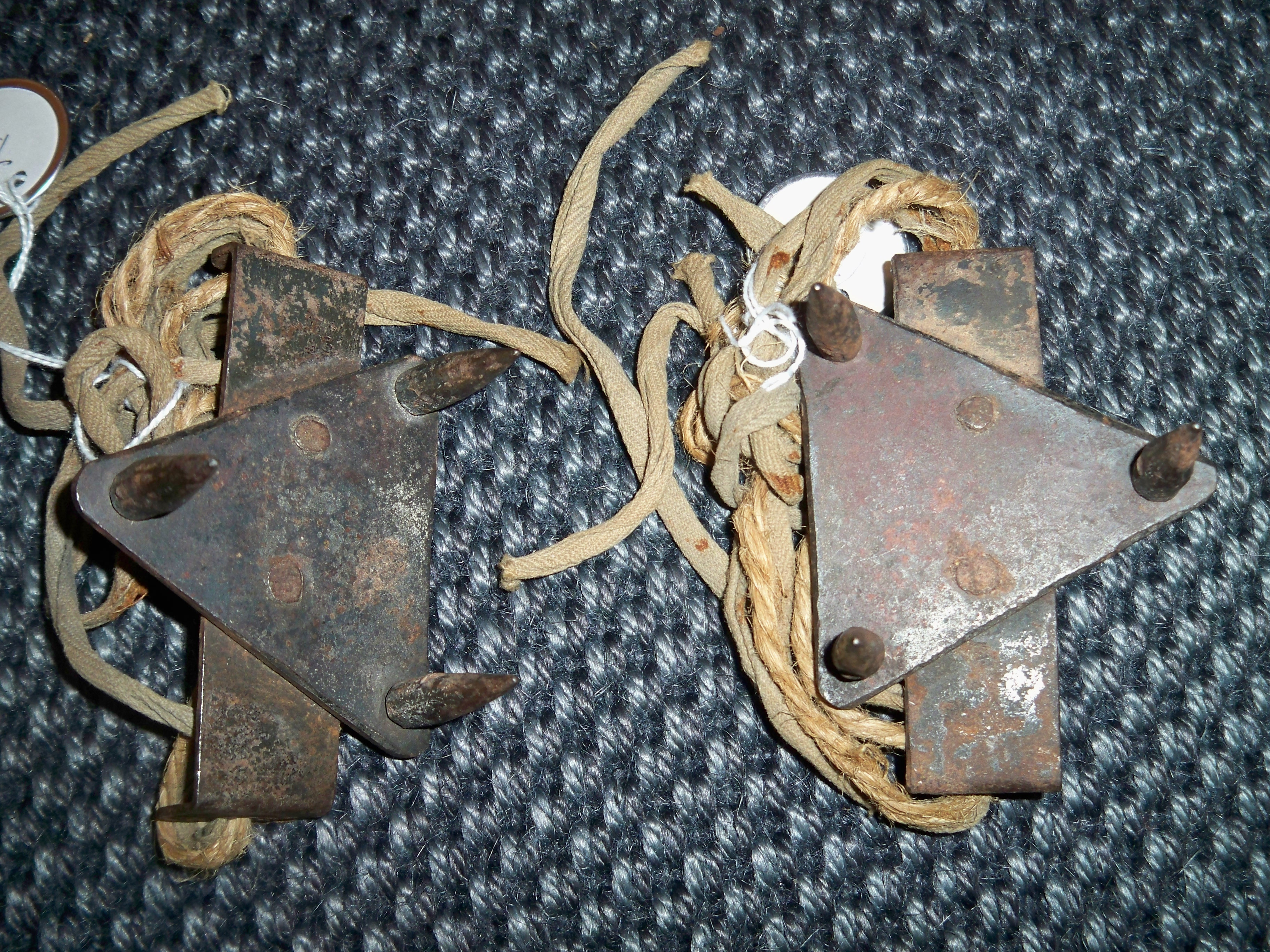
Ferro de escalada japonês para chuteiras Ashiko.
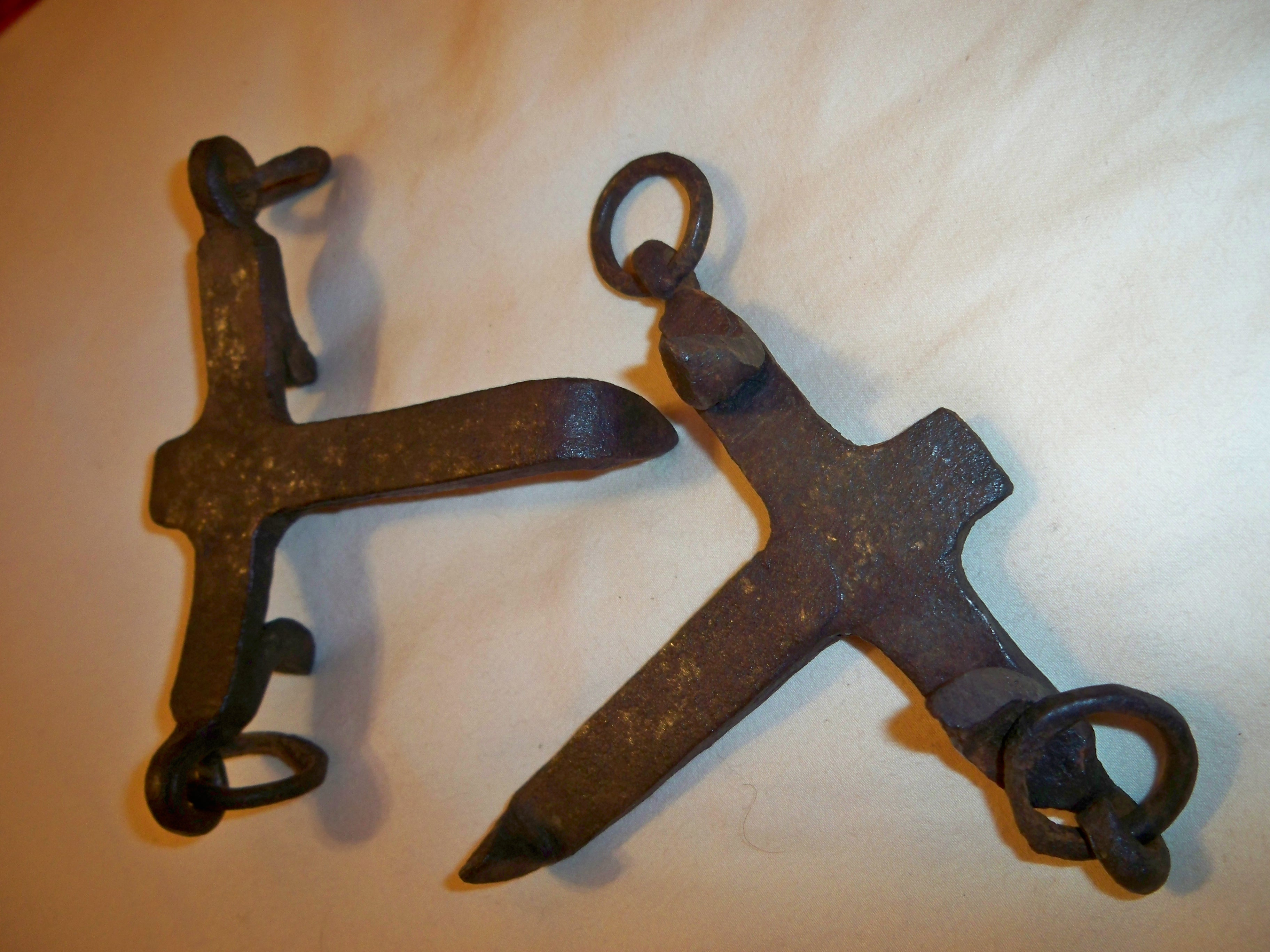
Ashiko, Grampos de ferro de escalada
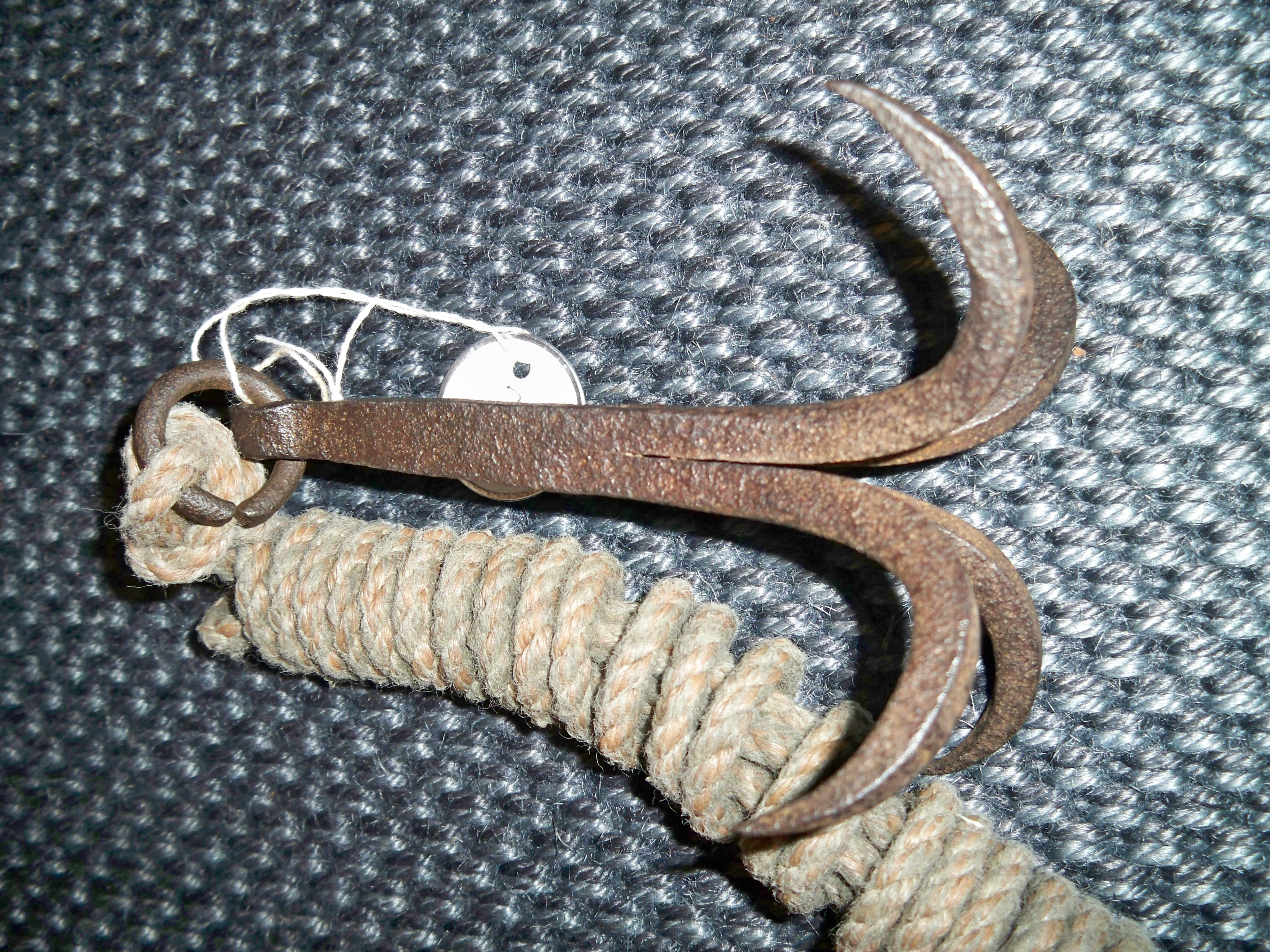
Ferro japonês de escalada com gancho Kaginawa.
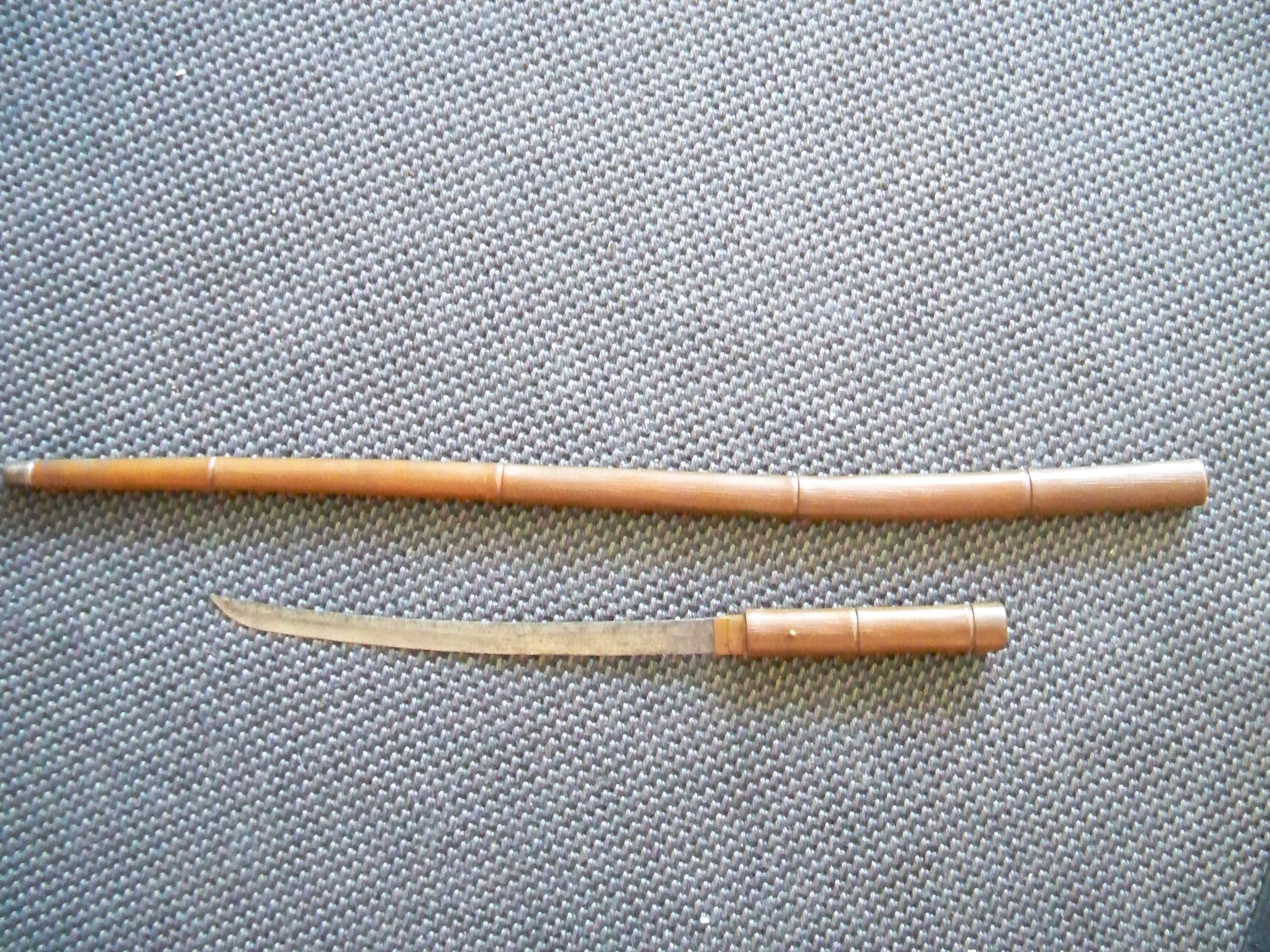
Cana-de-Shikomizue espada japonesa.
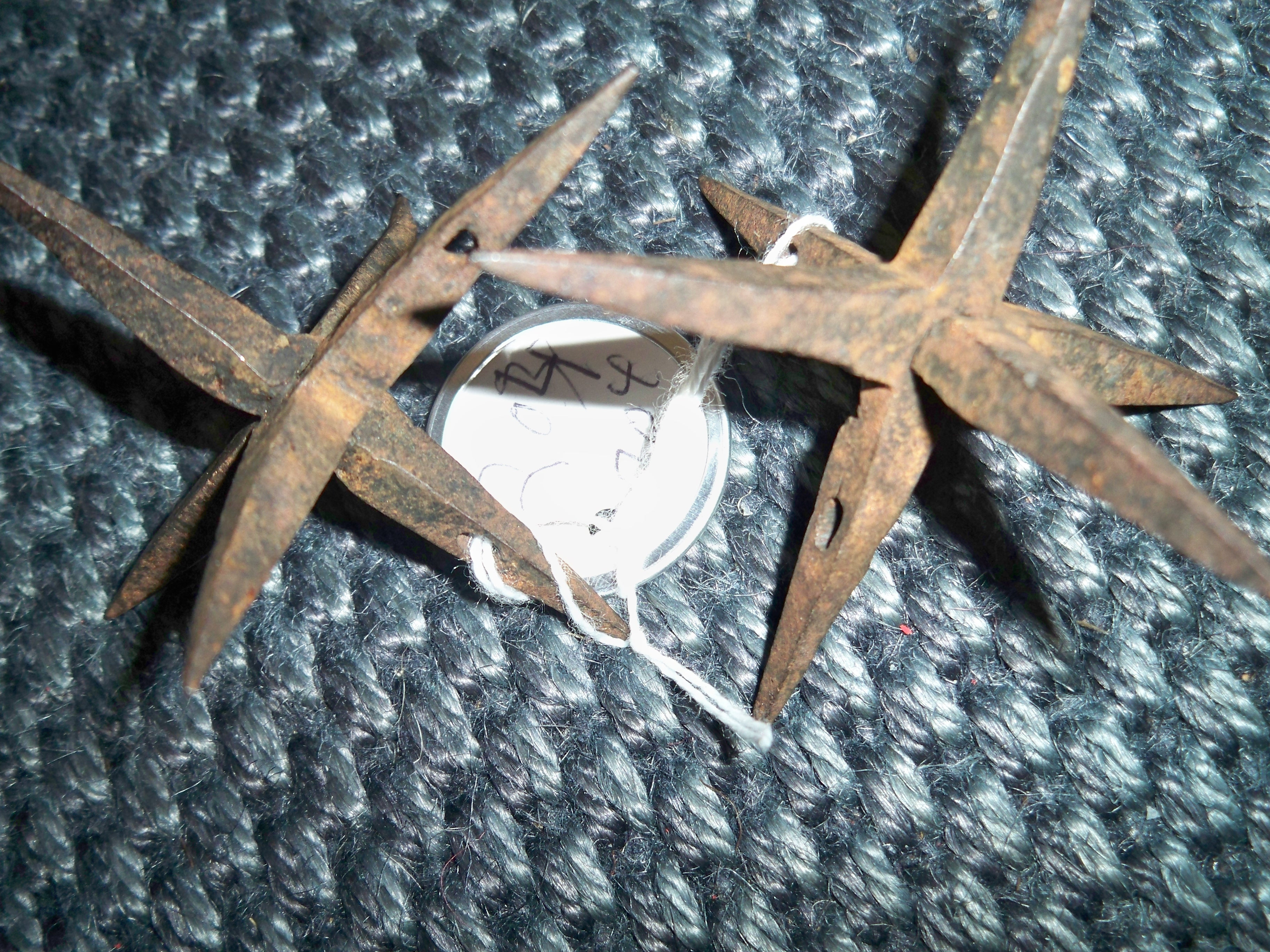
Ferro japonês caltrop Makibishi.
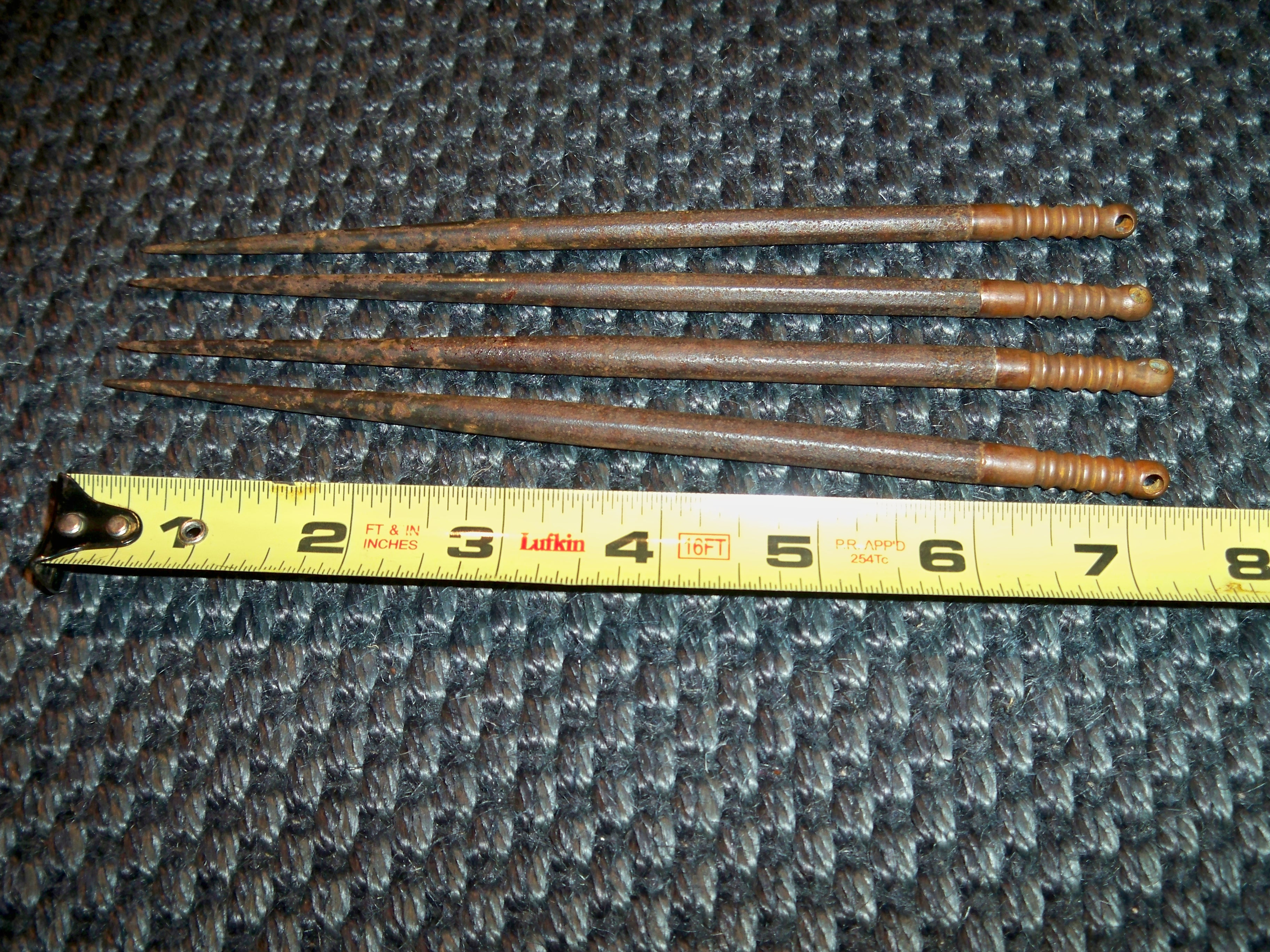
Arma oculta japonesa Shuriken.
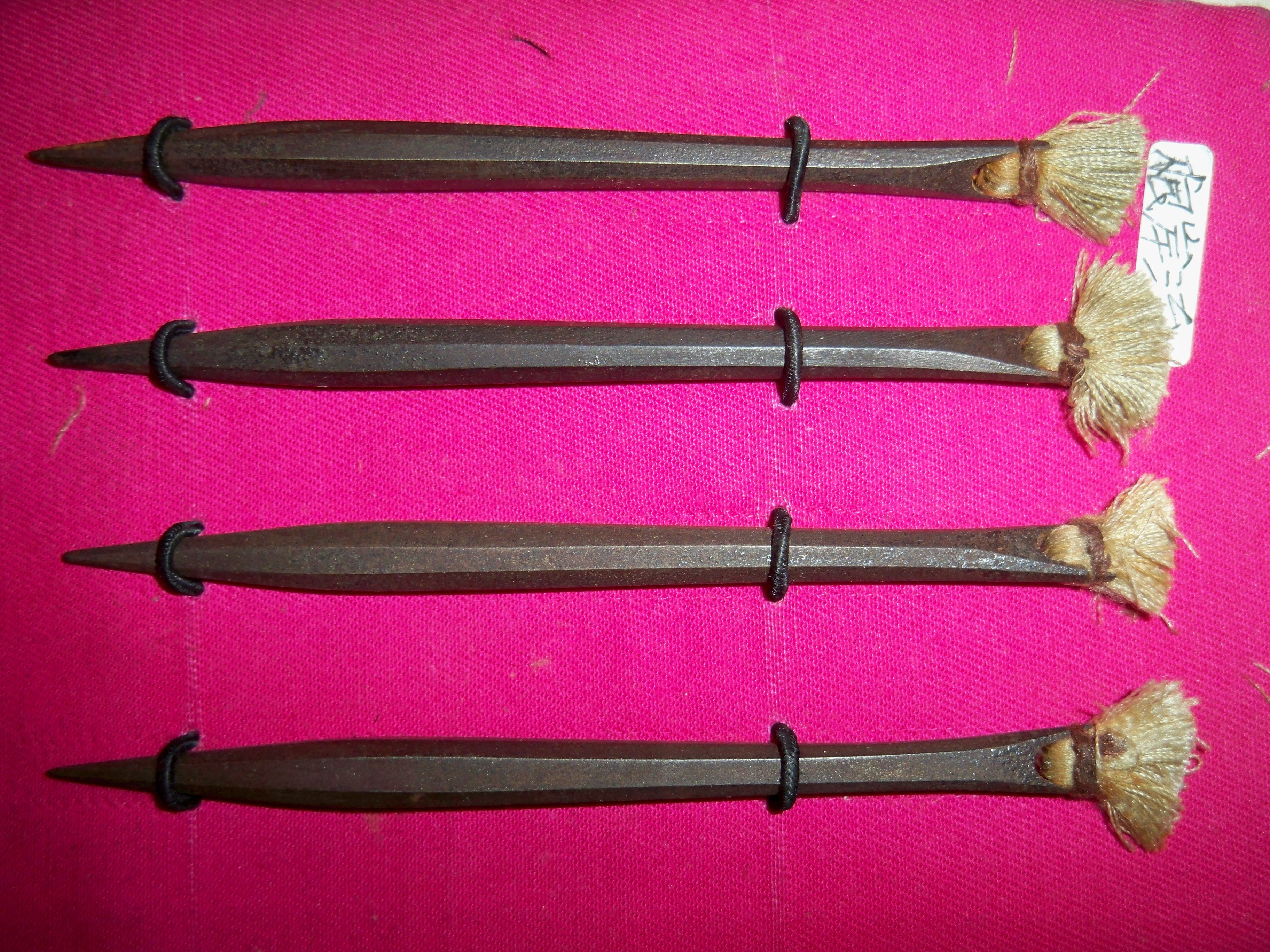
Bo shuriken japonês. Ferro atirador de dardos.
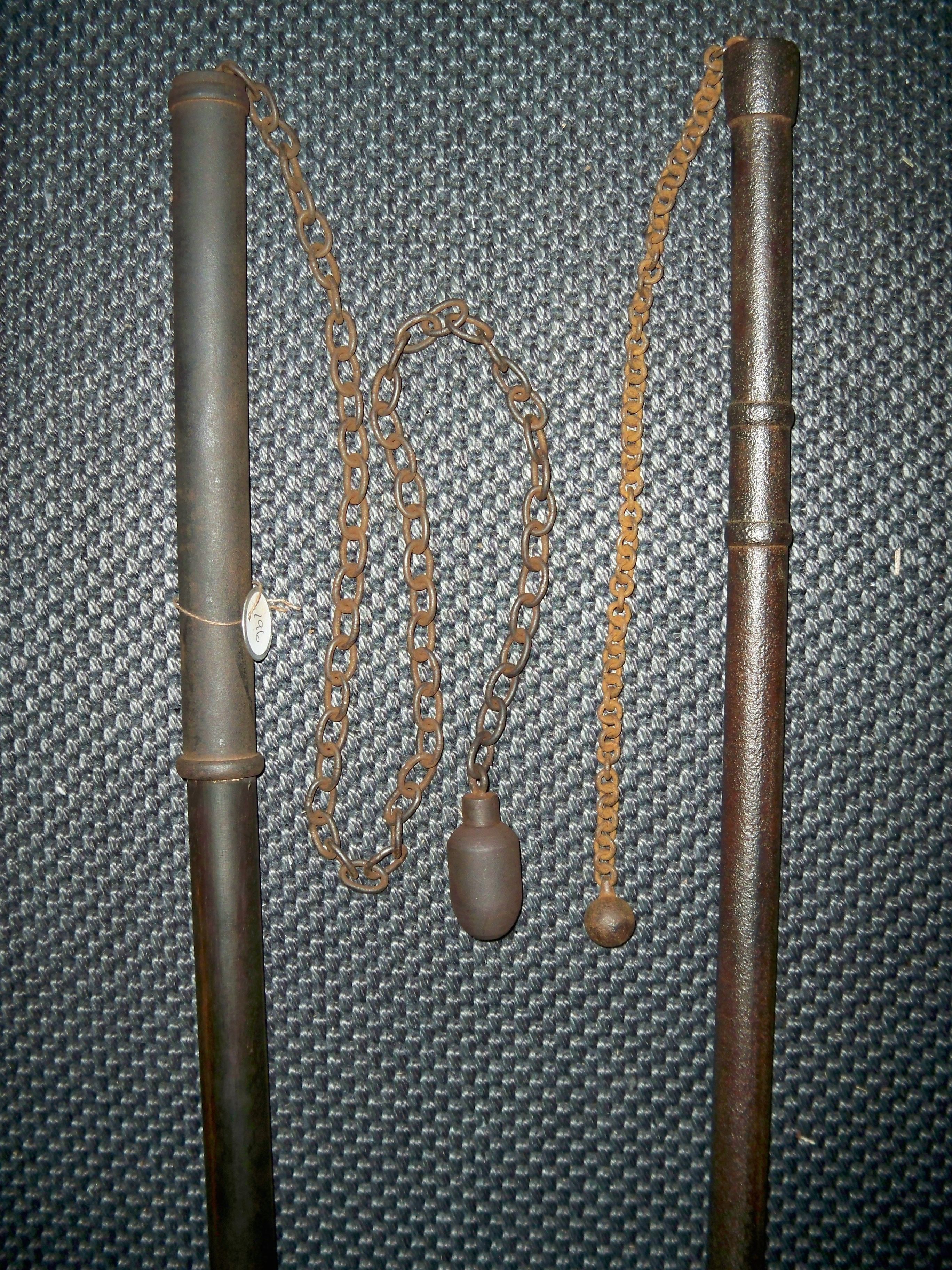
Cadeia de arma chigriki japonêsa e peso.
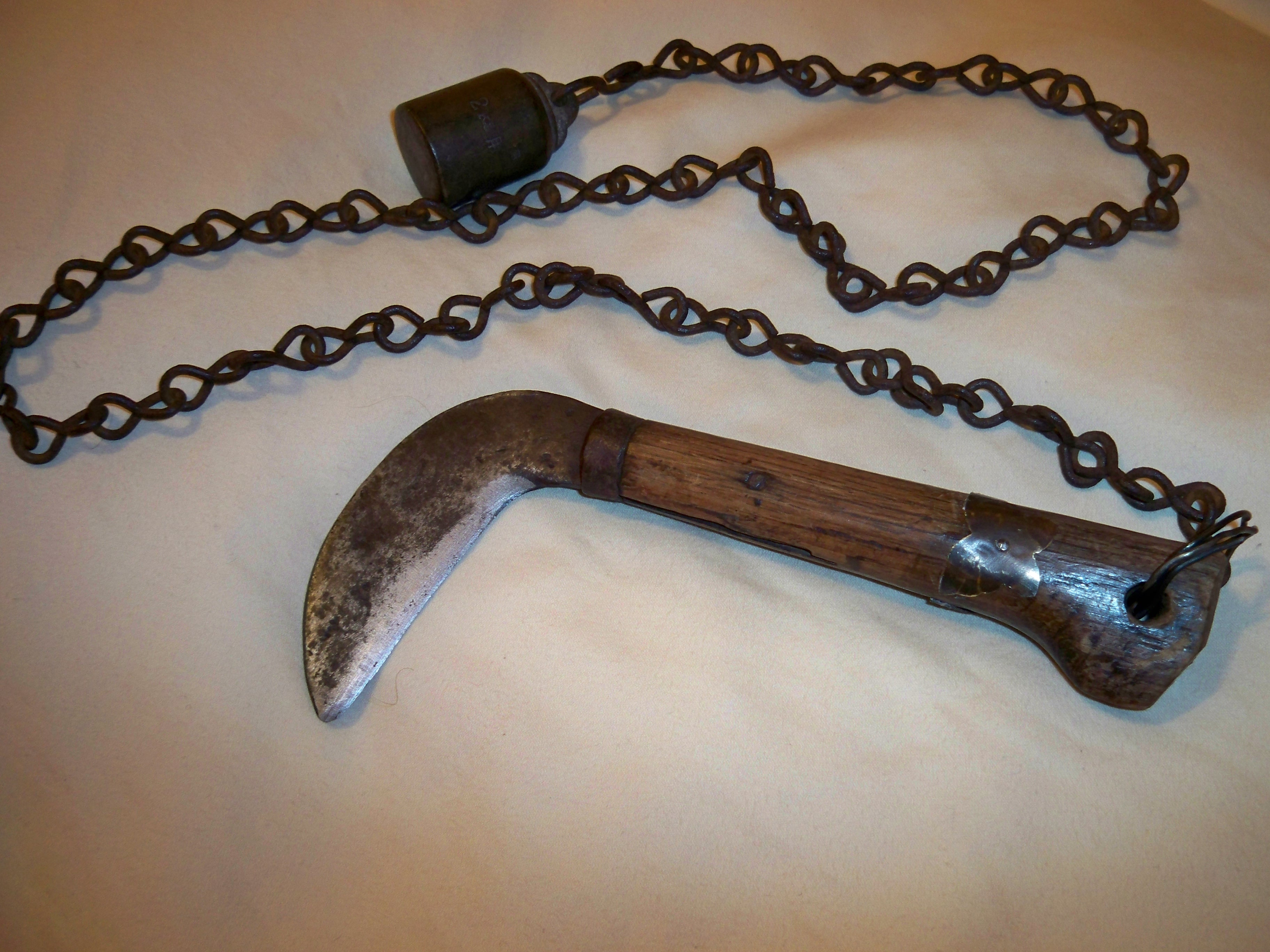
Foice japonêsa e cadeia de arma Kusarigama.
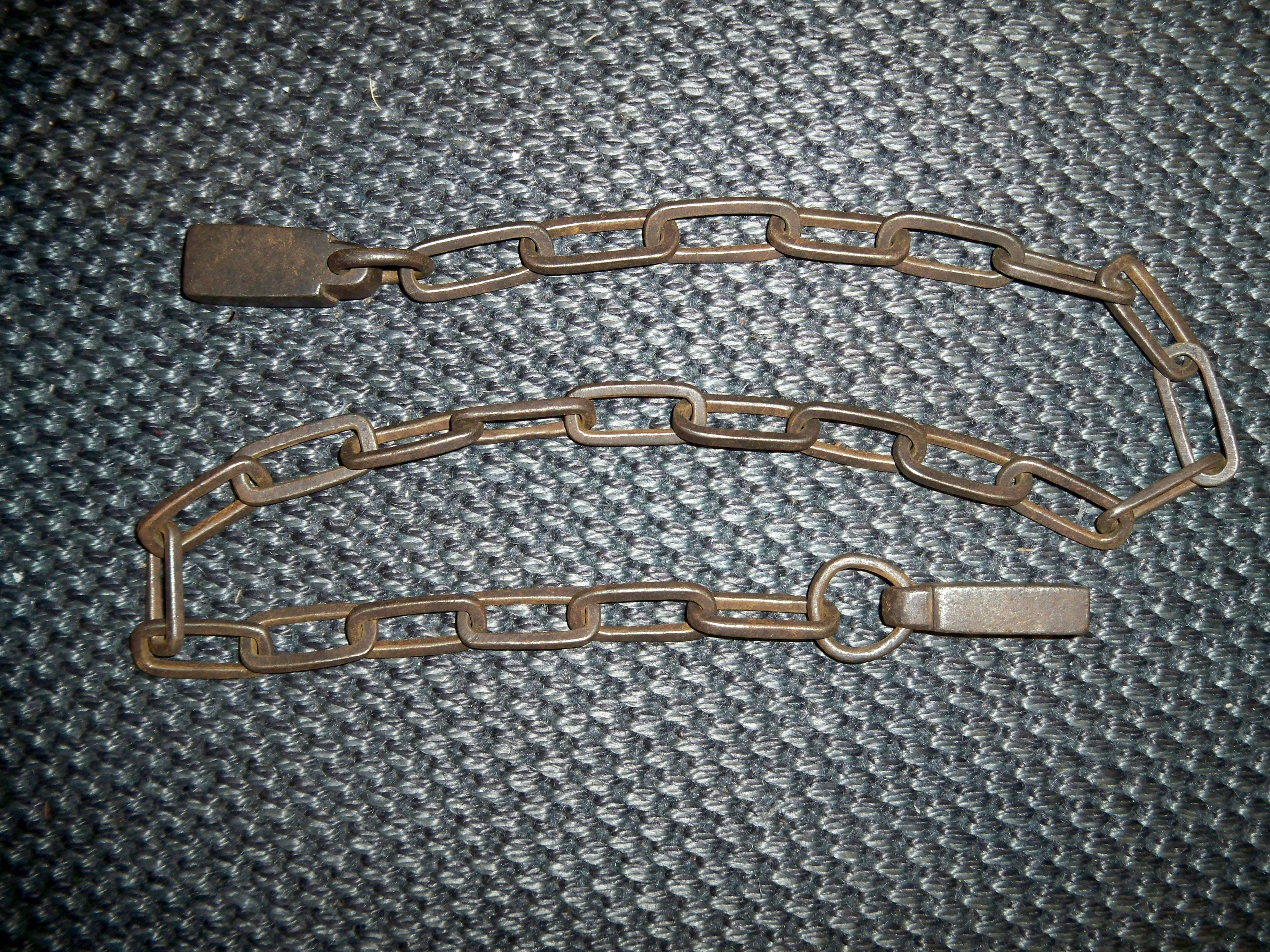
Cadeia da arma japonesa Manriki.
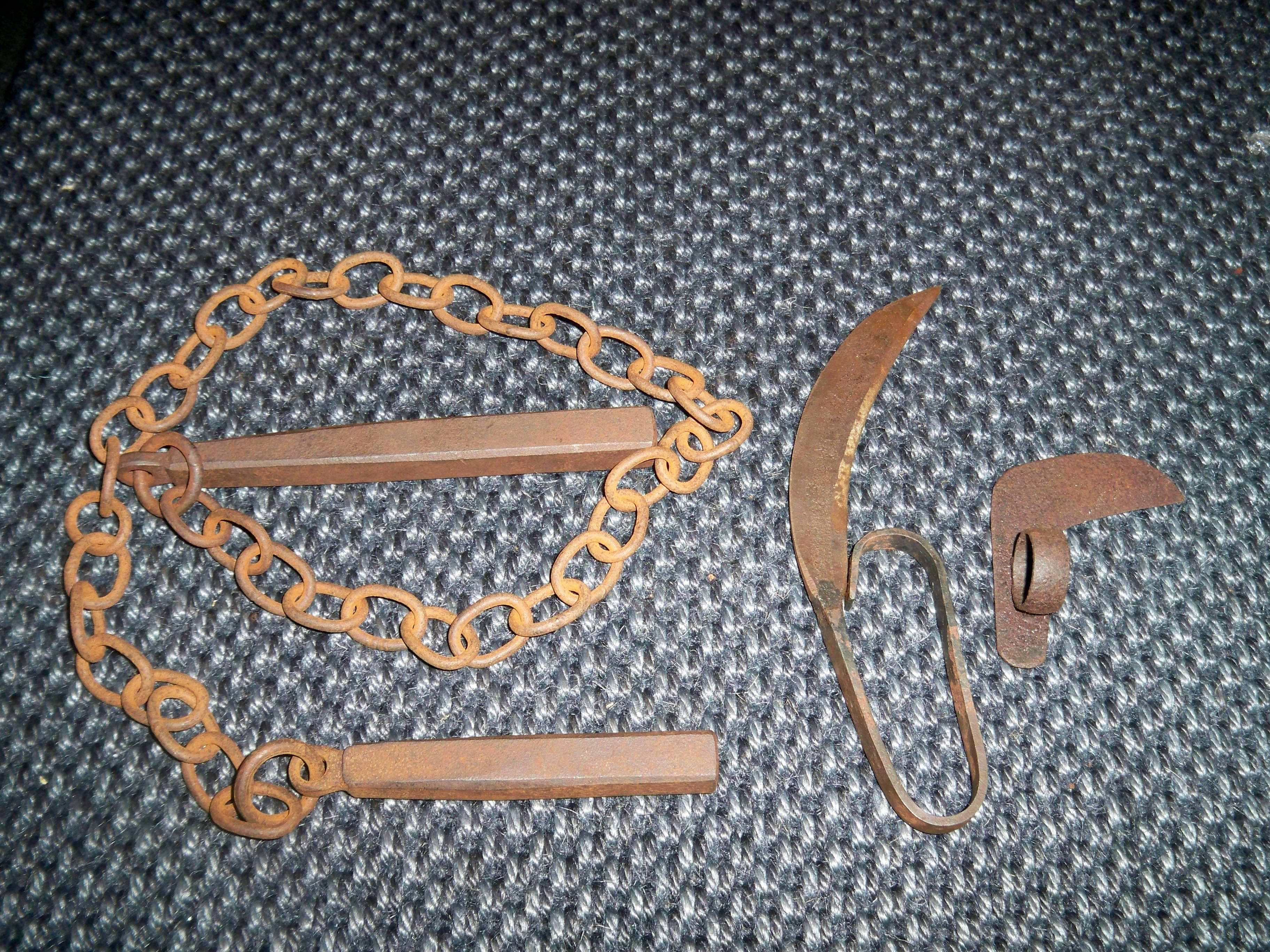
Armas japonêsas camoteáveis (tipo ninja).
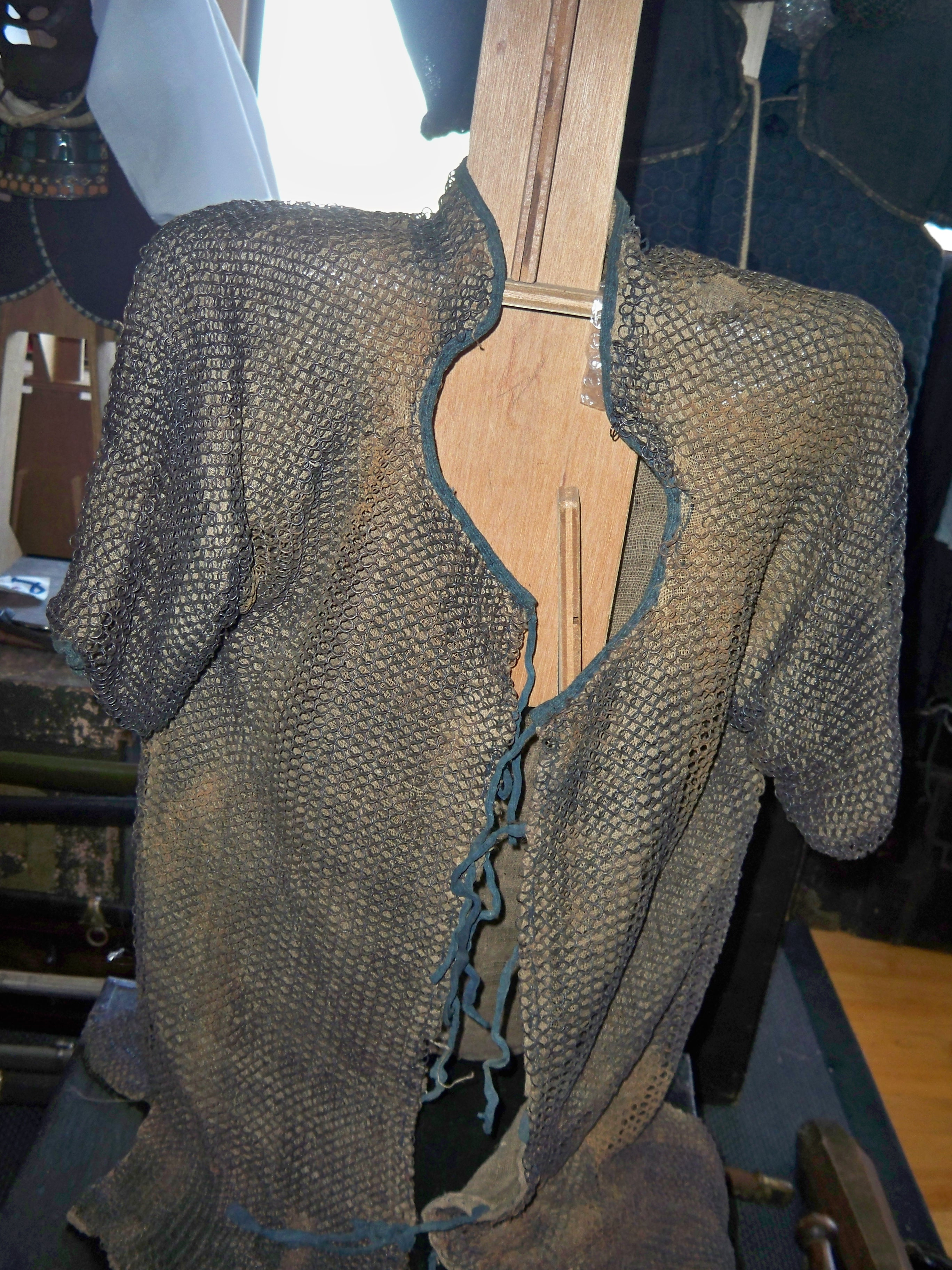
Cota de malha camisa japonêsa Kusari Katabira.